# Кочно-при-Полскаві
Кочно-при-Полскаві (словен. Kočno pri Polskavi) — поселення в общині Словенська Бистриця, Подравський регіон‎, Словенія.